# Francisco de Lima e Silva
Pour les articles homonymes, voir Lima (homonymie) et Silva.
Francisco de Lima e Silva, né à Rio de Janeiro le 5 juillet 1785 où il est mort le 2 décembre 1853, est un militaire et homme politique brésilien, qui exerça la première période de régence au début du règne du jeune empereur Pierre II, entre 1831 et 1835, à la suite de l’abdication de Pierre Ier.

## Biographie

### Famille
Fils du maréchal José Joaquim de Lima e Silva et de Joana Maria da Fonseca Costa, il épouse en 1801 Mariana Cândida de Oliveira Belo avec qui il aura : Luís Alves de Lima e Silva, futur duc de Caxias, José Joaquim de Lima e Silva Sobrinho (pt), futur comte de Tocantins, et Carlota Guilhermina de Lima e Silva, qui se mariera avec son oncle Manuel da Fonseca de Lima e Silva (pt).

### Régent du Brésil

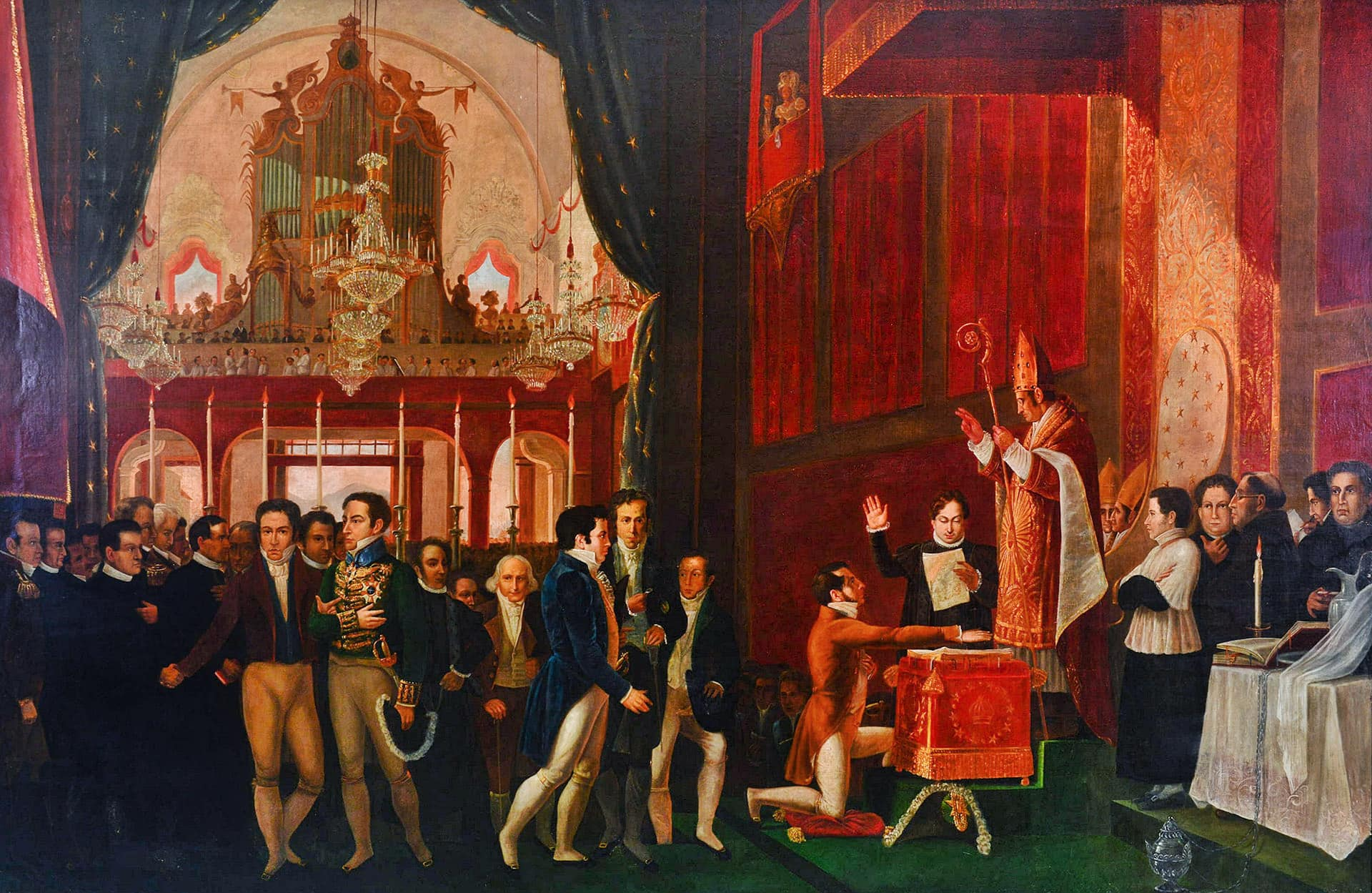
Prestation de serment du régent, peint par Manuel de Araújo Porto-Alegre.

En 1824, avec le grade de brigadier de l'armée impériale, il commande une brigade contre la confédération de l'Équateur.
Président de la province de Pernambouc (1824-1825) et sénateur de l'empire du Brésil (1827-1853), il se distingue comme membre de la régence provisoire, à partir du 7 avril 1831, pendant la minorité de l'empereur Pierre II. Le 17 juin 1831 , il est confirmé régent, cette fois pour la Trina Permanente Regency, avec João Bráulio Muniz et José da Costa Carvalho (pt). Pour avoir occupé la fonction à deux reprises, il a reçu le surnom de Chico Regência.

### Fin de carrière
La baronnie lui est accordée par une lettre impériale datée du 18 juillet 1841 mais il la rejette. Cette lettre figure dans les archives de l'Office notarial. Le titre fait référence à Barra Grande, à la frontière entre Alagoas et Pernambouc, où étaient concentrées les troupes impériales à l'époque de la confédération de l'Équateur. Il a également reçu la grand-croix de l'ordre impérial de la Croix.